# Popis planinskih vrhova
Popis planinskih vrhova je necijelovit popis svih vrhova na Zemlji, poredanih po visini.

## >8000 metara
| Vrh           | Metara | Lanac     | Lokacija i opaske  |
| ------------- | ------ | --------- | ------------------ |
| Mount Everest | 8848   | Himalaje  |                    |
| K2            | 8611   | Karakoram |                    |
| Kangchenjunga | 8586   | Himalaje  |                    |
| Lhotse        | 8516   | Himalaje  | Nepal/Kina (Tibet) |
| Makalu        | 8462   | Himalaje  | Nepal/Kina (Tibet) |
| Cho Oyu       | 8201   | Himalaje  | Nepal/Kina (Tibet) |
| Dhaulagiri    | 8167   | Himalaje  | Nepal              |
| Manaslu       | 8156   | Himalaje  | Nepal              |
| Nanga Parbat  | 8125   | Himalaje  | Pakistan           |
| Annapurna     | 8091   | Himalaje  | Nepal              |
| Gasherbrum I  | 8068   | Karakoram | Kina/Pakistan      |
| Broad Peak    | 8047   | Karakoram | Kina/Pakistan      |
| Gasherbrum II | 8035   | Karakoram | Kina/Pakistan      |
| Shishapangma  | 8012   | Himalaje  | Kina (Tibet)       |

## 7000-8000 metara
| Vrh             | Metara | Lanac                | Lokacija i opaske                   |
| --------------- | ------ | -------------------- | ----------------------------------- |
| Gyachung Kang   | 7952   | Himalaje             | Nepal/Kina (Tibet)                  |
| Gasherbrum III  | 7946   | Karakoram            | Kina/Pakistan                       |
| Annapurna II    | 7937   | Himalaje             | Nepal                               |
| Gasherbrum IV   | 7932   | Karakoram            | Kina/Pakistan                       |
| Himalchuli      | 7893   | Himalaje             | Manaslu, Nepal                      |
| Distaghil Sar   | 7885   | Karakoram            | Pakistan                            |
| Ngadi Chuli     | 7871   | Himalaje             | Manaslu, Nepal                      |
| Nuptse          | 7861   | Himalaje             | Everest Massif, Nepal               |
| Khunyang Chhish | 7852   | Karakoram            | Pakistan                            |
| Masherbrum      | 7821   | Karakoram            | Pakistan, Originalno zvan K1        |
| Chomo Lonzo     | 7818   | Himalaje             | Makalu Massiff, Nepal/China (Tibet) |
| Nanda Devi      | 7816   | Himalaje             | 2. u Indiji                         |
| Batura Sar      | 7795   | Karakoram            | Pakistan                            |
| Rakaposhi       | 7788   | Karakoram            | Pakistan                            |
| Namcha Barwa    | 7782   | Kina (Tibet)         |                                     |
| Kamet           | 7756   | Himalaje             | Indija (Uttarakand)                 |
| Saltoro Kangri  | 7742   | Karakoram            | Kashmir, Pakistan/Indija            |
| Kongur Tagh     | 7719   | Kunlun Mountains     | Moguće da je 7649 metara            |
| Jannu           | 7710   | Kangchenjunga, Nepal |                                     |
| Molamenqing     | 7710   | Himalaje             | Shishapangma groupa, Kina (Tibet)   |

## 6000-7000 metara
| Vrh | Metara | Planina | Lokacija i opaske |
| --- | ------ | ------- | ----------------- |

## 5000-6000 metara
| Vrh | Metara | Planina | Lokacija i opaske |
| --- | ------ | ------- | ----------------- |

## 3000-4000 metara
| Vrh | Metara | Planina | Lokacija i opaske |
| --- | ------ | ------- | ----------------- |

## 2000-3000 metara
| Vrh | Metara | Planina | Lokacija i opaske |
| --- | ------ | ------- | ----------------- |

## 1000-2000 metara
| Vrh                   | Metara | Planina | Lokacija i opaske |
| --------------------- | ------ | ------- | ----------------- |
| Sveti Jure (Biokovo)  | 1762   | Biokovo |                   |
| Troglav               | 1658   | Biokovo |                   |
| Sveti Ilija (Biokovo) | 1642   | Biokovo |                   |
| Šćirovac              | 1619   | Biokovo |                   |
| Kimet                 | 1536   | Biokovo |                   |
| Veliki Šibenik        | 1467   | Biokovo |                   |
| Vošac                 | 1421   | Biokovo |                   |
| Sutvid                | 1332   | Biokovo |                   |
| Sveti Roko (Biokovo)  | 1228   | Biokovo |                   |
| Bukovac               | 1262   | Biokovo |                   |
| Velika Kapela         | 1155   | Sutvid  |                   |